# ТМ-72
ТМ-72 — противотанковая мина.

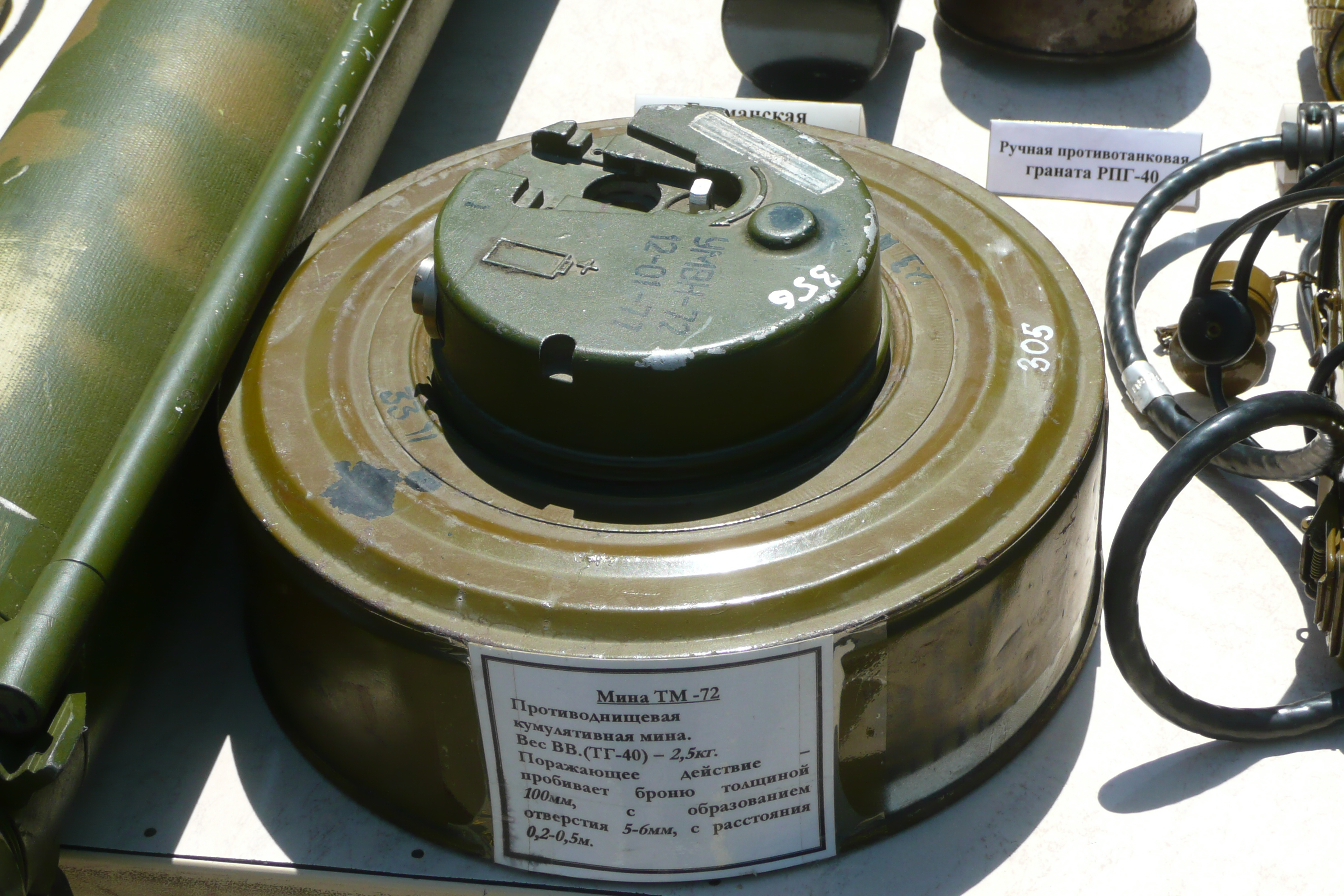
Внешний вид мины

Разработана в СССР, принята на вооружение в 1973 году.
ТМ-72 является противотанковой и противоднищевой миной. Взрыв происходит при перекрытии проекцией танка (БМП, БМД, БТР, автомобиль) корпуса мины: его магнитное поле воздействует на реагирующее устройство взрывателя. Поражение машинам наносится за счет пробивания днища кумулятивной струей при взрыве заряда мины в момент, когда танк или другая машина окажется над миной. 
Мина представляла собой плоскую округлую металлическую коробку. Внутри коробки помещался заряд взрывчатки, а сверху устанавливался взрыватель.
Для установки средствами механизации мина не предназначена.

## ТТХ
Корпус мины сделан из стали, масса около 6 кг. Масса заряда ВВ (ТГ-40) составляет 2,5 кг. Диаметр равен 25 см.
Высота (по верху взрывателя)
МВН-72…………………………… 12,8 см;
МВШ-62………………………….. 10,3 см;
Время приведения в боевое положение (с МВН-72) 30—120 сек.;
Бронепробиваемость……………………………………………. 100 мм с расстояния 0,25-0,5 м;
Характер датчика цели взрывателя МВН-72………….. магнитный неконтактный;
Время боевой работы с МВН-72……………………………. более 30 сут.;
Время боевой работы с МВШ-62…………………………… не определяется;
Штатный взрыватель……………………………………………. МВН-72;
Резервный взрыватель…………………………………………. МВШ-62;
Возможно применение взрывателей…………………….. вся серия взрывателей МВ-62;
Извлекаемость/ обезвреживаемость………………………. обезвреживаемая, в этом состоянии извлекаемая;
Самоликвидация/самонейтрализация……………………. несамоликвидирующаяся, самонейтрализация вследствие истечения срока работы источника питания через 1—18 месяцев;
Температурный диапазон применения………………….. −40 — +50 градусов;